# Jan Kyparysjota
Jan Kyparysjota lub Kyparissiotes (gr.:  Ἰωάννης Κυπαρισσιώτης, Jōannēs Kyparissiōtēs) – XIV-wieczny teolog bizantyński, przeciwnik palamityzmu.

## Życiorys
Jan urodził się w I połowie XIV wieku prawdopodobnie w Kyparissii, na Peloponezie. Z powodu ataków ze strony patriarchy Konstantynopola Filoteusza Kokina wyjechał na zachód i przeszedł na katolicyzm. W latach 1376–1377 przebywał w otoczeniu papieża Grzegorza XI. W swych pismach, wysoko ocenianych przez Nicefora Gregorasa zwalczał naukę Grzegorza Palamasa.

## Pisma
W napisanym po 1360 roku, w pięciu księgach, Palamatikai parabaseis, po raz pierwszy usystematyzował według metody scholastycznej dogmatykę Kościoła Wschodniego (PG 152, 663-738). Napisał, wymierzony przeciw Logos syntomos Nila Kabazylasa, traktat Logoi antirretikoi oraz skierowane przeciw hezychastom O herezjach (Perí hajréseon). Znane są również jego hymny prozą na temat materii, natury, ruchu, miejsca i czasu jako form Bożego działania (wyd. B. L. Dentakis, Ateny, 1964). Głównym dziełem Kyparysjoty jest kompendium na temat imion Bożych, zachowane w przekładzie F. Torrésa pod tytułem Ton teologikon reseon stoicheiodes ektesis (na Zachodzie znane jako Expositio materialia, PG 152, 741-992). Napisane metodą scholastyczną, dzieło zawiera systematyczny wykład teologii afirmatywnej o Bożym dziele i imionach Bożych oraz teologii negatywnej o Bożej nieskończoności. Kyparysjota cytuje w nim Pseudo-Dionizego Areopagitę w wykładzie Maksyma Wyznawcy i innych ojców.